# Piotr Jędraszczyk
Piotr Jędraszczyk (født 9. oktober 2001) er en polsk håndboldspiller for Piotrkowianin Piotrków Trybunalski og det polske landshold.
Han begyndte at spille håndbold i sin hjemby i Anilana Łódź, hvor han spillede i den polske 2. række i sæsonerne 2018/19 og 2019/2020. I 2020 sluttede han sig til Piotrkowianin Piotrków Trybunalski. For 2023/2024 skrev han under for de polske mestre Industria Kielce på en fireårig aftale, men blev øjeblikkeligt udlejet til ligarivalerne Gwardia Opole for sæsonen.
Han debuterede på det polske landshold den 28. december 2021 i et hjemmebanenederlag på 26-30 til Tunesien.